# 薩多韋 (新特羅伊齊克區)
46°16′22″N 34°24′0″E / 46.27278°N 34.40000°E
薩多韋（烏克蘭語：Садове）是位於烏克蘭南部的村莊，由赫爾松州海尼切斯克區的新特羅伊齊克市鎮負責管轄。該村始建於1907年，面積48.4平方公里，海拔高度9米，2001年人口215，人口密度每平方公里4.4人。